# Ewald Kooiman

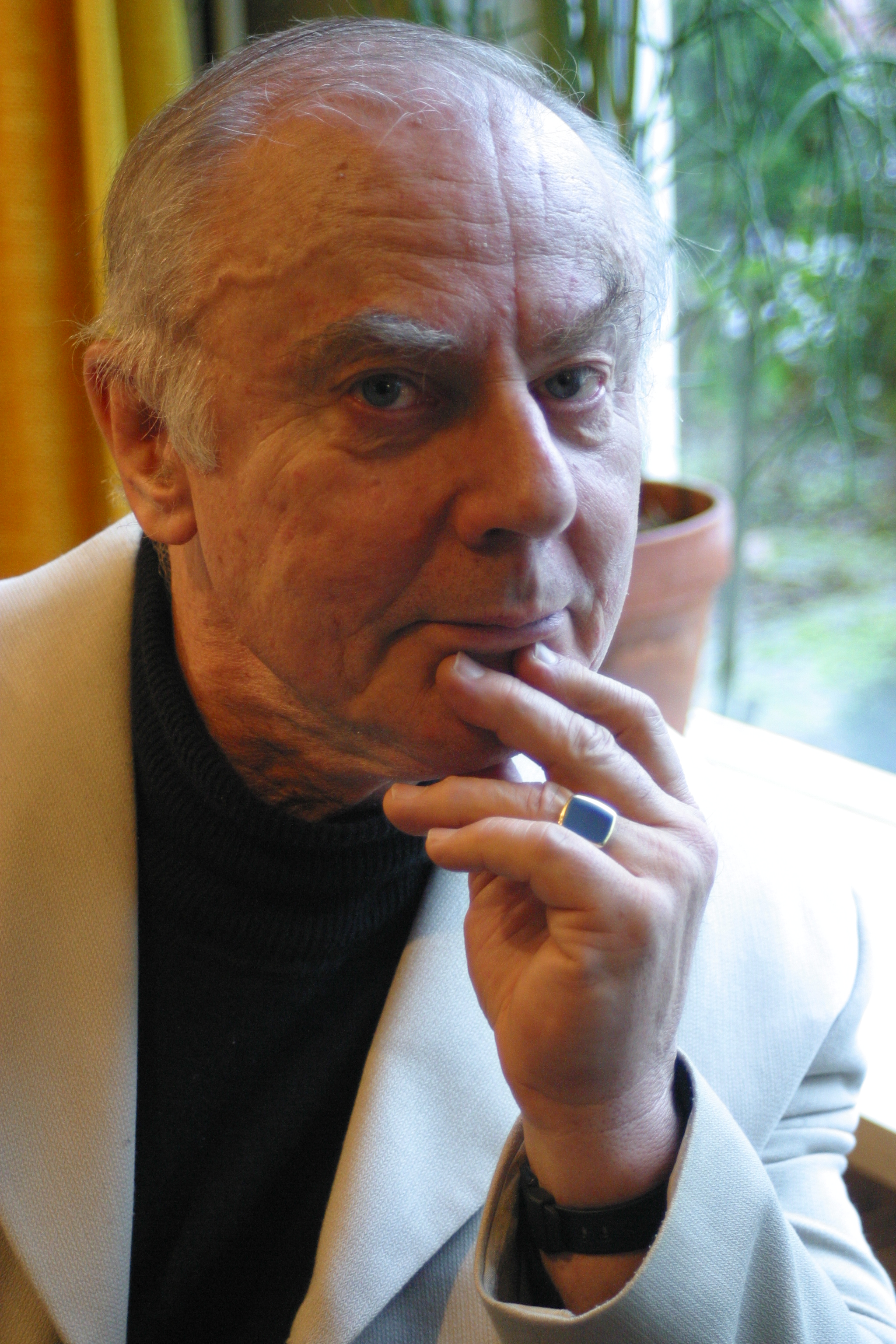
Ewald Kooiman

Ewald Kooiman (* 14. Juni 1938 in Wormer (Niederlande); † 25. Januar 2009 in Hurghada (Ägypten)) war ein niederländischer Organist.

## Leben
Ewald Kooiman studierte Orgel in Amsterdam bei Piet Kee und in Paris bei Jean Langlais. Daneben war er habilitierter Romanist. Er hat das gesamte Orgelwerk Johann Sebastian Bachs zwei Mal an historischen Orgeln auf CD und Schallplatte eingespielt. Eine dritte Gesamteinspielung hatte Kooiman im April 2008 an elsässischen Silbermann-Orgeln begonnen, von der aber zum Zeitpunkt seines Todes weniger als die Hälfte aufgenommen war. An der Freien Universität Amsterdam lehrte er als Professor für Orgelkunst und an der Internationalen Sommerakademie in Haarlem unterrichtete er die Interpretation der Orgelwerke Bachs.
Kooiman lehrte als Gastprofessor an Universitäten in mehreren Ländern Europas, in Südafrika und Korea. In den bekannten Reihen Incognito Organo und Repro Organo hat er mehr als 50 Bände Orgelmusik aus dem 17., 18. und 19. Jahrhundert veröffentlicht. Weltweit bekannt wurde Kooiman durch seine intensive Beschäftigung mit der Alten Musik, besonders mit der Interpretation der Bachschen Orgelwerke. In zahlreichen Fachveröffentlichungen hat er sich mit authentischer Bach-Interpretation und Quellenforschung zur Orgelmusik befasst.
Ewald Kooiman starb am 25. Januar 2009 während eines Urlaubsaufenthalts in Ägypten.

## Auszeichnungen
- 2003: Orden vom Niederländischen Löwen
- 2005: Ehrenmünze der Stadt Haarlem

## Schriften
- 18 contex français tirés du recuil intitulé “Le tombel de Chartrose”, édités avec variantes et précédés d'une introduction. Dissertation. Vrije Universiteit, Amsterdam 1975.
- mit Hermann J. Busch, Gerhard Weinberger (Hrsg.): Zur Interpretation der Orgelwerke Johann Sebastian Bachs. 114. Veröffentlichung der Gesellschaft der Orgelfreunde. Merseburger, Kassel 1995.

## Ausgewählte Diskographie
- Johann Sebastian Bach: Sämtliche Orgelwerke.
  - Aufgenommen in Arlesheim (Dom), Amsterdam (Nieuwe Kerk, Oude Kerk), Groningen (Martinikerk), Kampen (Bovenkerk), Leiden (Hooglandse Kerk), Leeuwarden (Jakobinerkirche), Liebenburg (Schlosskapelle), Maassluis (Grote Kerk), S'Hertogenbusch (Sint Janskathedraal), Steinfeld (Klosterkirche), Strasbourg (St. Thomas) und Vollenhove (St. Nicolaaskerk). Hoofddorp: KMK Records, 1979–1985. 26 LPs.
- Johann Sebastian Bach: Sämtliche Orgelwerke.
  - Aufgenommen in Haarlem (Bavokerk), Meppel (Mariakerk), Nijkerk (Grote Kerk), Kampen (Broederkerk), Weissenau, Weingarten, Neresheim und Alkmaar (Laurenskerk). Solingen und Ratingen: Coronata, 1990–1997. 14 CDs.